# ASU-57
El ASU-57 es un cañón de asalto ligero construido en la URSS, específicamente para su uso por las tropas aerotransportadas soviéticas y sus respectivas divisiones. Desde 1960 ha sido reemplazado por el ASU-85.

## Historia
Las tareas de desarrollo de un vehículo de blindaje ligero y aerotransportable se inician en dos oficinas de diseño, la "Oficina Astrov" (OKB-40) en Mytishchi y la "Oficina de diseño de Kravtsev" en Moscú. El diseño OKB-40, propuesto por el ingeniero Nikolai Astrov, el cual fue el posteriormente desarrollado como el conocido ASU-76; se basó en los componentes del tanque ligero T-70 y del cañón de asalto SU-76, y el cual; estaría armado en su fase de producción con un cañón de 76 mm, el D-56T. El diseño del ASU-76 se tornaría en un dolor de cabeza para sus constructores, ya que los prototipos de prueba resultaron ser muy pesados, mientras que con su blindaje de tan sólo 3 mm de espesor, su nivel de protección era ya inadecuado, con lo que el proyecto se canceló. Los diseñadores de Anatoly Kravtsev exhiben un diseño similar al del presentado por el buró Astrov, pero con capacidades anfíbias, al que denominan K-73. Este vehículo estaba armado con el cañón antitanque Charnko Ch-51 de calibre 57 mm, con lo que se situó por debajo del mediocre armamento del primer modelo del ASU-76. Este proyecto también fue cancelado.
En 1949, Astrov instruyó a sus diseñadores para que continuaran con el diseño de dicho proyecto, pero reduciendo su peso final todo lo que fuese posible, y montándole el cañón Ch-51 como su arma principal, en vez del pesado D-56T, siendo que éste ofrecía una mejor capacidad antiblindaje. El nuevo modelo rediseñado y presentado como el Ob.572, sería desarrollado simultáneamente junto al tractor de artillería ligero Ob.561 (AT-P). Después de superar con éxito las diversas fases de prueba en 1949, se aprobó su producción en serie a partir de 1951 con la designación ASU-57.

## Diseño

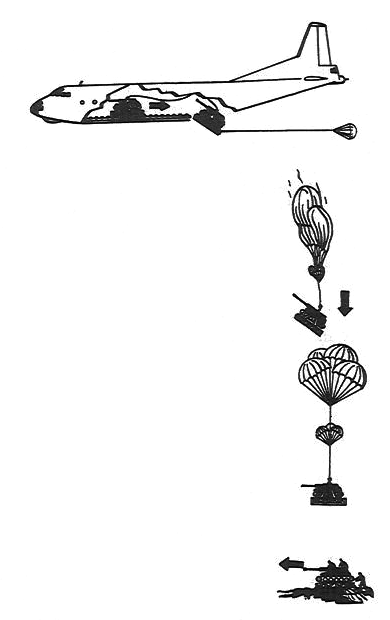
Secuencia de lanzamiento del ASU-57, desde un avión de transporte An-12.

El ASU-57 fue diseñado para ser un vehículo completamente aerotransportable, de peso ligero pero fuertemente armado, inicialmente como un cañón de asalto que se pudiera transportar por aeronaves y rápidamente desplegado por medio de un paracaídas con aterrizaje asistido por cohetes retropropulsores (PP-128-500 o el conjunto P-7), junto con el desembarco de tropas. Estaba ligeramente blindado, estando armado con un cañón de calibre 57 mm, el Ch-51; un desarrollo del cañón antitanque ZiS-2 de la Segunda Guerra Mundial, pero que guarda similitudes con el diseño del Ch-26. Desde 1954, una variante mejorada del cañón de 57 mm, denominada Ch-51M, con un retroceso muchísimo menor que el de su predecesor y que llevaba un freno de boca de doble tabique más corto Este cañón disparaba los proyectiles estándar 57 x 480 R del ZiS-2, así como de la serie de proyectiles BR-271 y del modelo O-271U, transportando unos 30 proyectiles a bordo. El motor que propulsaba al ASU-57 era el mismo del GAZ M-20 Pobeda, un automóvil civil.
El ASU-57 probó ser una idea acertada, y vio actividad en su servicio con las Tropas Aerotransportadas soviéticas por al menos 20 años antes de ser reemplazado por el ASU-85. Durante sus años de operación, 54 vehículos de estos eran asignados a cada división aerotransportada. 
Una de sus mayores debilidades de diseño, aparte de su reducido poder de fuego, era su casco construido con placas de aluminio, lo cual ofrecía poca protección para sus tripulantes. Sin embargo, para las tropas aerotransportadas demostró ser muy valioso como vehículo, dotándo de blindaje y protección, así como de artillería autopropulsada, a los escasamente armados soldados que eran desplegados sin apoyo alguno tras las líneas enemigas en el campo de batalla.
Cada vehículo estaba equipado con una radio 10RT-12 y dotado de intercomunicadores TPU-47. Los modelos de posproducción (desde 1961) disponían de los equipos R-113 y el R-120, así como de los sistemas de visión nocturna TVN-2 para el conductor.

## Variantes

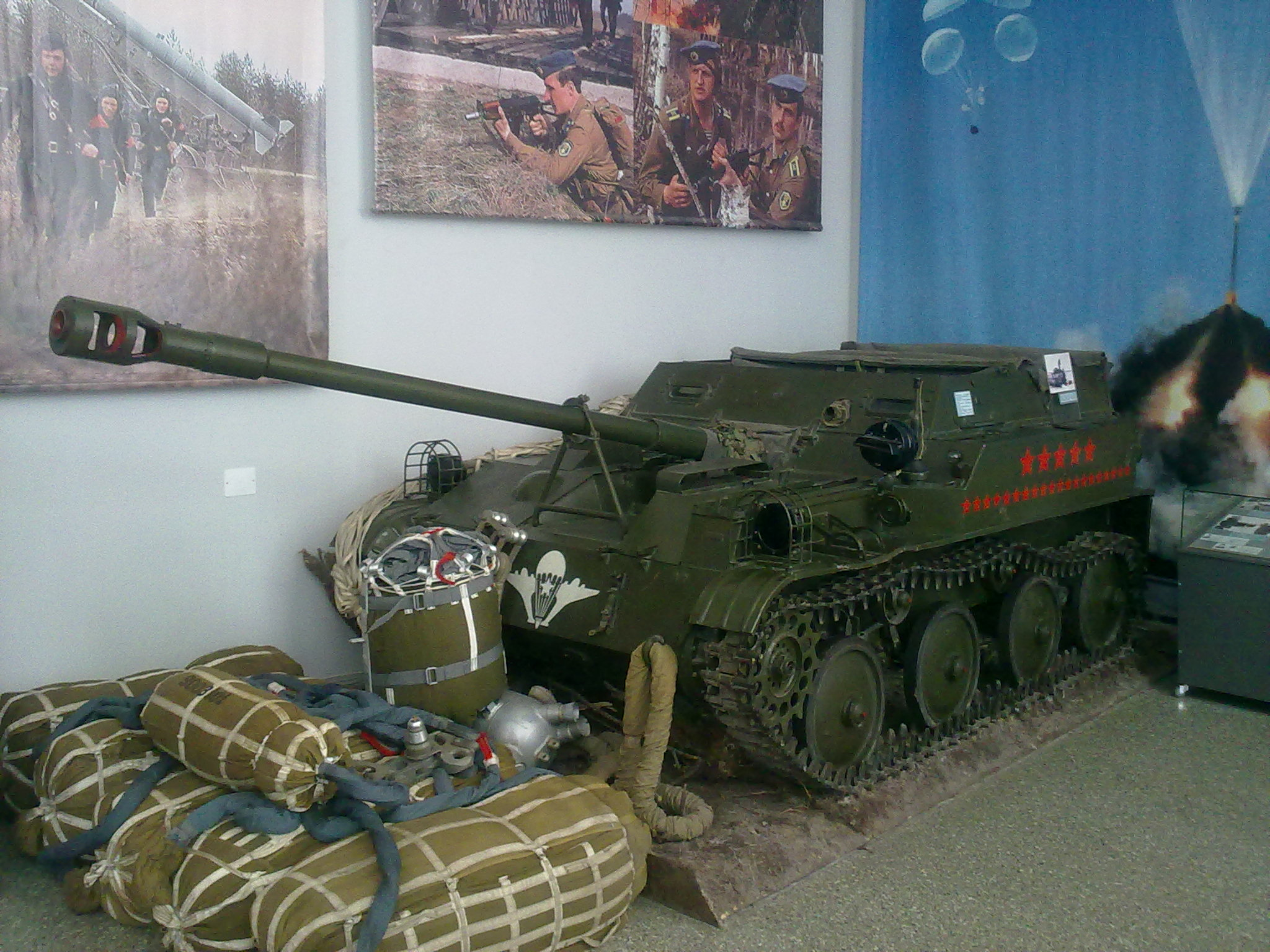
ASU-57 en un museo, con el empaque del paracaídas exhibido frente al blindado.

- ASU-57KShM - Un número desconocido de ASU-57 fueron transformados en vehículos de mando y de comunicación (del ruso: командно-штабная машина). A estos se les retiró el cañón y eran equipados con sistemas adicionales de señales y comunicaciones.
- BSU-11-57F o 2T2 - Armado con un cañón sin retroceso B-11 de calibre 107 mm. Prototipo únicamente.
- ASU-57P or Ob.574 - Desde 1951, se trabajaba en una variante anfíbia del ASU-57 (del ruso: плавающая). Esta versión dispone de un rediseño en la parte delantera del casco y está armada con el cañón Ch-51P, con 30 proyectiles a bordo. A pesar de que los 5 prototipos pasaron con éxito las pruebas de evaluación, su producción en serie nunca empezó.